# Lo Pletiu (Carreu)

Lo Pletiu, respecte del terme d'Abella de la Conca

Lo Pletiu és un indret del terme municipal d'Abella de la Conca, a la comarca del Pallars Jussà, a la vall de Carreu, al Pallars Jussà.
Està situat al costat nord de la vall del riu de Carreu, a l'extrem nord del terme municipal. La Pista dels Prats travessa per migdia de lo Pletiu. És a l'extrem sud-occidental del Serrat de Moixerolers i al nord-occidental de l'Obaga de la Gargalla, al nord de les Coberterades.

## Etimologia
Pren el nom de les pletes que hi ha en aquest lloc.